# 13133 Jandecleir
A 13133 Jandecleir (ideiglenes jelöléssel (13133) 1994 PL34) a Naprendszer kisbolygóövében található aszteroida. Eric Walter Elst fedezte fel 1994. augusztus 10-én.